# 弗羅里斯頓 (加利福尼亞州)
弗羅里斯頓（英語：Floriston）是位於美國加利福尼亞州內華達縣的一個人口普查指定地區。

## 地理
弗羅里斯頓的座標為39°23′35″N 121°00′35″W / 39.39306°N 121.00972°W，而該地最高點為海拔高度1945米（即6381英尺）。

## 人口
根據2010年美國人口普查的數據，弗羅里斯頓的面積為2.461平方千米，當中陸地面積為2.461平方千米，而水域面積為0.000平方千米。當地共有人口73人，而人口密度為每平方千米29人。